# Vieux pont sur la Seille (Baume-les-Messieurs)
Le vieux pont est un pont sur la Seille situé sur la commune de Baume-les-Messieurs dans le département du Jura en France.

## Localisation
Le pont est situé au nord du bourg ; il est franchi par le chemin du Gyp Bega d'où son autre nom. Le Gyp Bega est la falaise de la reculée de Baume-les-Messieurs située au sud.

## Historique
La construction date du XIIIe siècle. Il fait l’objet d’une inscription au titre des monuments historiques depuis le 17 novembre 1929.

## Description
C'est un pont en pierre à une seule arche en plein cintre formant un dos d'âne. Il mesure 7 m de long et 3 m de large.